# Dendrochirus hemprichi
Dendrochirus hemprichi là một loài cá biển thuộc chi Dendrochirus trong họ Cá mù làn. Loài này được mô tả lần đầu tiên vào năm 2017.

## Từ nguyên
Từ định danh hemprichi được đặt theo tên của Wilhelm Friedrich Hemprich, nhà tự nhiên học kiêm nhà thám hiểm người Đức, nhằm vinh danh những đóng góp của ông cho ngành động vật học Biển Đỏ, cũng là nơi thu thập mẫu định danh của loài cá này.

## Phân bố
D. hemprichi có phân bố tập trung ở Tây Ấn Độ Dương, bao gồm Biển Đỏ, từ bờ nam bán đảo Ả Rập dọc theo Đông Phi đến Nam Phi, trải dài về phía đông đến Seychelles và Madagascar.
D. hemprichi có thể được tìm thấy ở độ sâu đến ít nhất là 70 m.

## Mô tả
Chiều dài cơ thể lớn nhất được ghi nhận ở D. hemprichi là gần 11 cm. D. hemprichi nằm trong phức hợp loài Dendrochirus brachypterus. D. hemprichi có thể được phân biệt với các loài trong phức hợp có ít hàng vảy hơn giữa gốc gai vây lưng cuối và đường bên. Hơn nữa, có sự khác biệt di truyền rõ ràng giữa D. hemprichi và D. brachypterus.